# The Sweetest Punch
Albums de Elvis Costello with Bill Frisell
The Very Best of Elvis Costello
(1999) For the Stars
(2001)
The Sweetest Punch est un album d'Elvis Costello et Bill Frisell, l'album compagnon de Painted from Memory, sorti en 1999. Beaucoup des chansons de cet album sont ici présentes dans des versions réarrangées par Frisell, souvent en versions instrumentales, bien que Costello chante sur "Toledo", la chanteuse de jazz Cassandra Wilson sur "Painted from Memory", et les deux en duo sur "I Still Have That Other Girl".

## Liste des pistes
| No  | Titre                                  | Auteur                         | Durée |
| --- | -------------------------------------- | ------------------------------ | ----- |
| 1.  | The Sweetest Punch                     | Elvis Costello, Burt Bacharach | 4:44  |
| 2.  | Toledo                                 | Costello, Bacharach            | 5:25  |
| 3.  | Such Unlikely Lovers                   | Costello, Bacharach            | 5:43  |
| 4.  | This House Is Empty Now                | Costello, Bacharach            | 5:03  |
| 5.  | Painted from Memory                    | Costello, Bacharach            | 4:10  |
| 6.  | What's Her Name Today?                 | Costello, Bacharach            | 4:58  |
| 7.  | In the Darkest Place                   | Costello, Bacharach            | 5:55  |
| 8.  | Vamp Dolice                            |                                | 3:25  |
| 9.  | My Thief                               | Costello, Bacharach            | 4:31  |
| 10. | I Still Have That Other Girl           | Costello, Bacharach            | 2:22  |
| 11. | Painted from Memory (Reprise)          | Costello, Bacharach            | 3:36  |
| 12. | Long Division                          | Costello, Bacharach            | 3:59  |
| 13. | Tears at the Birthday Party            | Costello, Bacharach            | 3:44  |
| 14. | I Still Have That Other Girl (Reprise) | Costello, Bacharach            | 1:52  |
| 15. | God Give Me Strength                   | Costello, Bacharach            | 4:42  |

## Musiciens
- Bill Frisell - Guitare
- Elvis Costello - Chant
- Cassandra Wilson - Chant
- Brian Blade - Batterie; Percussions
- Don Byron - Clarinette; Clarinette basse
- Billy Drewes - Saxophone alto
- Curtis Fowlkes - Trombone
- Viktor Krauss - Guitare basse
- Ron Miles - Trompette